# Molione
Molione is een geslacht van spinnen uit de  familie van de Theridiidae (kogelspinnen).

## Soorten
- Molione christae Yoshida, 2003
- Molione kinabalu Yoshida, 2003
- Molione triacantha Thorell, 1892
- Molione trispinosa (O. P.-Cambridge, 1873)
- Molione uniacantha Wunderlich, 1995